# Samuel Irving Rosenman
Samuel Irving Rosenman (1896-1973) fue un abogado y político estadounidense y asesor de los presidentes Roosevelt y Truman.

## Biografía
Nacido en San Antonio, Texas, sirvió en el ejército de los Estados Unidos durante la Primera Guerra Mundial. Fue elegido demócrata de la Asamblea Legislativa del Estado de Nueva York y juez de la Corte Suprema de Nueva York de 1936 a 1943. Renunció para asumir el puesto recién creado de Asesor Legal de la Casa Blanca (entonces llamado Asesor Especial y Asesor Legal Equivalente Oficial) bajo la presidencia de  Franklin Roosevelt. Por motivos de salud, tuvo que elegir entre su trabajo como abogado de Nueva York y el de asesor de la Casa Blanca, de ahí la creación del cargo. Renunciará cuando Roosevelt muera, pero Harry S. Truman le pedirá que se quede primero hasta la victoria aliada y luego hasta 1946. Como tal, estará muy involucrado en la persecución contra los criminales de guerra.
Fue uno de los escritores de los discursos de Roosevelt desde que fue gobernador del estado de Nueva York. También desempeñó este papel para Truman, incluso después de que renunció como consejero de la Casa Blanca.
- Datos: Q3471155
- Multimedia: Samuel Rosenman / Q3471155